# 브라보 11시
장인정의 브라보 11시는 제주MBC FM4U(제주시 FM 90.1㎒, 서귀포시 FM 102.9㎒, 제주시 서부 FM 102.5㎒)에서 평일 오전 11시부터 낮 12시까지 방송한 제주 전지역의 대중가요 전문 라디오 프로그램이다.

## 기획의도
- 브런치와 함께하는 11시의 라디오, 오전의 상쾌함과 에너지를 채워드립니다.

## 코너 소개
장인정의 브라보 11시는 매일, 요일별로 다양한 코너로 구성되었다.

### 데일리 코너
- <브라보 퀴즈> :아는 사람만 아는 문제? 아니죠~ 들으면 맞히고 싶고, 맞힐 수 밖에 없는 <브라보 퀴즈> ~!

## 요일별 코너

#### 월요일
- <브라보! 이주의 선곡> : 이주의 날씨, 상황, 분위기에 딱 맞는 DJ의 노래 선물 꾸러미를 들려드려요!

#### 화요일
- <브라보! 오늘의 식탁> : 요알못도 척척! 요잘알은 두근두근! 여러분의 식탁을 쉽고 맛있게 만들어줄 레시피부터 꿀팁까지 팍팍!

#### 수요일
- <브라보 극장> : 두근두근! 오늘은 어떤 영화가 기다리고 있을까요? 재미난 영화들이 언제나 절찬리 상영 중인 브라보 극장!

#### 목요일
- <설레는 설화이야기> : 알고 보면 신기하고, 듣다 보면 빠져드는 제주 설화의 세계!

#### 금요일
- <브라보 제주 통신소> : 제주도민이라면 놓치지 말아야 할 알짜배기 정보부터 주말에 가볼만한 곳까지! 필요한 소식만 쏙쏙 모아 전해드립니다.

## 같이 보기
- 제주문화방송
- MBC FM4U
- 이석훈의 브런치카페